# Lamprempis sazimae
Lamprempis sazimae är en tvåvingeart som beskrevs av Smith 1975. Lamprempis sazimae ingår i släktet Lamprempis och familjen dansflugor. Inga underarter finns listade i Catalogue of Life.